# Котов, Олег (хоккеист)
Олег Котов (1932 — неизвестно) — советский хоккеист, вратарь.

## Биография
Выступал за ленинградские команды «Динамо» (1950/51 — 1953/54), «Авангард» (1954/55 — 1955/56) — класс «А» и ЛИИЖТ (1957/58 — 1958/59).
Чемпион РСФСР 1958.